# 名家 (公家)
名家（めいか）とは、鎌倉時代以降に成立した公家の家格のひとつで、羽林家と同列で、半家の上の序列に位置する。

## 概要
大納言を極官とするのは羽林家と同じだが、羽林家が近衛中将などの武官職を経て大納言に進むのに対し、名家は侍従や弁官（蔵人・蔵人頭を兼任）などの文官職を経て中納言・大納言に進む。例外として日野家は左大臣に、烏丸家、万里小路家、清閑寺家は内大臣、柳原家は准大臣に進んだ者もある。また、日野流は侍従を初任とするが勧修寺流は廷中佐（衛門権佐）を初任とする場合が多く、新家の場合には弁官のみで蔵人を兼ねず、途中で四府佐や八省輔を経た後に参議に任ぜられる家があるなど、家によって昇進に差がある場合がある。
幕末時で名家は30家弱を数えるが、その大部分は日野流藤原氏および勧修寺流藤原氏および桓武平氏の諸家。中でも、日野家、広橋家、烏丸家、柳原家、竹屋家、裏松家、甘露寺家、葉室家、勧修寺家、万里小路家、清閑寺家、中御門家、坊城家は、十三名家と呼ばれる。

## 名家

### 藤原北家日野流
藤原北家（藤原朝臣）の日野流に12家：
- 日野家：日野流嫡流。藤原真夏の後裔日野兼光の子資実が祖。旧家。家業は儒道・歌道。
- 広橋家：日野家支流。日野兼光の五男頼資が祖。旧家。家業は文筆。
- 柳原家：日野家支流。日野俊光の四男資明が祖。旧家。家業は文筆。
- 烏丸家：日野家支流。裏松資康の三男豊光が祖。旧家。家業は和歌。
- 竹屋家：広橋庶流。広橋仲光の三男兼俊が祖。旧家。
- 日野西家：広橋庶流。広橋総光の三男総盛が祖。新家。
- 勘解由小路家：烏丸庶流。烏丸光広の二男資忠が祖。新家。家業は儒道。
- 裏松家：烏丸庶流。烏丸光賢の二男資清が祖。新家。
- 外山家：日野庶流。日野弘資の二男光顕が祖。新家。
- 豊岡家：日野庶流。日野弘資の三男有尚が祖。新家。
- 三室戸家：柳原庶流。柳原資行の子誠光が祖。新家。
- 北小路家：三室戸庶流。三室戸誠光の子徳光が祖。新家。

### 藤原北家勧修寺流
藤原北家（藤原朝臣）の勧修寺流に13家：
- 甘露寺家：勧修寺流嫡流。藤原高藤の曾孫為輔が祖。旧家。家業は笛・儒道。
- 葉室家：甘露寺支流。藤原為房の子顕隆が祖。旧家。
- 勧修寺家：甘露寺支流。甘露寺資経の子経俊が祖。旧家。家業は儒道。
- 万里小路家：甘露寺支流。甘露寺資経の子資通が祖。旧家。
- 清閑寺家：甘露寺支流。甘露寺経長の子資房が祖。旧家。
- 中御門家：勧修寺庶流。観修寺経俊の子経継が祖。旧家。
- 坊城家：勧修寺庶流。観修寺定資の子俊実が祖。旧家。家業は紀伝道。俗に小川坊城と号す。
- 芝山家：勧修寺庶流。観修寺光豊の子宣豊が祖。新家。
- 池尻家：清閑寺庶流。清閑寺共房の子共孝が祖。新家。
- 梅小路家：清閑寺庶流。清閑寺共房の子定矩が祖。新家。
- 岡崎家：中御門庶流。中御門尚良の子宣持が祖。新家。
- 穂波家：勧修寺庶流。観修寺経広の子経広が祖。新家。元は海住山と号す。
- 堤家：甘露寺庶流。甘露寺嗣長の子中川貞長が祖。その子輝長より堤と改める。新家。

### 桓武平氏高棟王流
桓武平氏の平朝臣高棟王流に3家：
- 平松家：西洞院庶流。西洞院時慶の子時庸が祖。新家。
- 長谷家：西洞院家庶流。西洞院時慶の子忠康が祖。新家。
- 交野家：西洞院家庶流。西洞院時慶の子時貞が祖。新家。